# Rubidium-Strontium-Datierung
Die Rubidium-Strontium-Datierung ist eine isotopengeochemische Methode zur radiometrischen Bestimmung des absoluten Alters von Gesteinen und Mineralen, bei der der radioaktive Zerfall von Rubidium zu Strontium genutzt wird.

## Grundlagen
Die Rubidium-Strontium- (Rb-Sr-) Datierungsmethode beruht auf dem Betazerfall von 87Rb zu 87Sr, als derzeit am besten experimentell belegte Halbwertszeit gilt ein Wert von 49,624 Mrd. Jahren.
Hohe Rubidium-Gehalte in Mineralen wie Glimmer oder Amphibolen ermöglichen eine Anwendung der Methode zur Altersbestimmung von z. B. metamorphen und magmatischen Gesteinen.
Eine Verfeinerung und spezifizierte Anwendung der Rubidium-Strontium-Datierungstechnik ist die Isochronenmethode. Sie erlaubt ohne Informationen über die Ausgangskonzentration des Tochterisotops (hier: 87Sr) bei der Bildung eines Gesteins dessen Datierung. Bedingung für die Anwendbarkeit der Technik ist die Existenz eines weiteren stabilen Isotops des Tochterisotops (hier: 86Sr), das als Referenzisotop bezeichnet wird, sowie das gleiche Verhältnis von Tochterisotop zu Referenzisotop in allen Mineralen einer Gesteinsprobe zum Entstehungszeitpunkt des Gesteins. Die für die verschiedenen Minerale einer Probe zu ermittelnden Verhältnisse des Tochterisotops zum Referenzisotop werden über das Verhältnis des Mutterisotops zum Referenzisotop aufgetragen. Idealerweise liegen die Datenpunkte auf einer Geraden, der Isochrone, aus deren Steigung das Alter des Gesteins abgeleitet werden kann. Der Schnittpunkt der Isochrone gibt dann das Verhältnis von Tochterisotop zu Referenzisotop zum datierten Zeitpunkt an.

## Anwendung
Bei der Bestimmung des Alters von Gesteinen vom Mond, der ein Alter von etwa 4,5 Mrd. Jahren hat, wurde die Methode angewandt.